# Santiurde de Toranzo
Santiurde de Toranzo ist eine Gemeinde in der spanischen Autonomen Region Kantabrien. Sie grenzt im Norden an Santa María de Cayón, Castañeda und Puente Viesgo, im Süden an Vega de Pas und Luena, im Westen an Corvera de Toranzo und im Osten an die Gemeinden Villafufre und Villacarriedo. Sie befindet sich in der Region Pas-Miera (oder Valles Pasiegos) und der Fluss Pas fließt durch ihr Gebiet.

## Orte
- Acereda
- Bárcena
- Iruz
- Pando
- Penilla
- San Martín
- Santiurde de Toranzo (Hauptstadt)
- Vejorís
- Villasevil

## Bevölkerungsentwicklung
| 1842 | 1900 | 1950 | 1981 | 1991 | 2001 | 2011 |
| ---- | ---- | ---- | ---- | ---- | ---- | ---- |
| 1532 | 2202 | 2389 | 1894 | 1810 | 1640 | 1596 |